# Persicaria ferruginea
Persicaria ferruginea är en slideväxtart som först beskrevs av Weddell, och fick sitt nu gällande namn av Sojak. Persicaria ferruginea ingår i släktet pilörter, och familjen slideväxter. Inga underarter finns listade i Catalogue of Life.